# Bandkantenbearbeitung
Die Bandkantenbearbeitung ist ein spanabhebendes Verfahren zur Bearbeitung der Kanten metallischer Bänder. Ähnlich wie beim Drehen (siehe Fertigungsverfahren nach DIN 8580) wird hierbei das Werkstück in der Bandkantenbearbeitungsanlage an dem feststehenden Werkzeug bzw. an den feststehenden Werkzeugen entlang bewegt. Die Zustellbewegung für die einzelnen Werkzeuge erfolgt meist über Präzisionsspindeln, die mit einer Feinanzeige ausgestattet sind.

## Werkzeuge
Bei den Werkzeugen handelt es sich um Wendeschneidplatten, wie sie auch für Drehmeißel oder Fräser verwendet werden. Die Werkzeuge sind üblicherweise auf einem Maschinengrundrahmen angeordnet und können alle gemeinsam mit einer Kombination aus Feinspindel und Servoantrieb auf- und zugefahren werden. Somit kann sowohl jedes einzelne Werkzeug auf eine bestimmte Schnitttiefe als auch alle Werkzeuge gemeinsam zugestellt werden.

## Arbeitsvorgang
Die lineare Bewegung des Werkstückes erfolgt in der Weise, dass das zu bearbeitende Band in Form eines Bundes (Coil) auf einen Abhaspel aufgebracht wird. Der Abhaspel ist mit einem Haspeldorn ausgerüstet, dessen Durchmesser durch mechanische oder manuelle Spreizung veränderlich ist. Dadurch ist es möglich, eine Klemmung des Bundinnendurchmessers  auf dem Abhaspel zu erzeugen. Mit Hilfe verschiedener Überleit- und Treibvorrichtungen  wird der Anfang des Bandes durch die eigentliche Maschine hindurchgefädelt, um am anderen Ende der Maschine wiederum auf einem Haspeldorn geklemmt zu werden. Dies erfolgt üblicherweise mit einem sogenannten Klemmschlitz, der ebenfalls mechanisch oder hydraulisch betätigt werden kann. Sobald der Bandanfang auf dem Dorn dieses Aufhaspels geklemmt ist, können beide Haspel mittels elektrischer Servoantriebe auf die gewünschte Vorschubgeschwindigkeit beschleunigt werden. Übliche Vorschubgeschwindigkeiten liegen je nach Werkstoff zwischen 50 und 250 m/min.
Die für die spanabhebende Bearbeitung notwendige Schneidkraft bzw. der Bandzug wird durch eine Drehmomentdifferenz zwischen Abhaspel und Aufhaspel erzeugt. Bei hohem Spanvolumen wird zur Schneidkrafterhöhung ein vor dem Aufhaspel angeordneter S-Rollensatz verwendet. Das Band läuft über mehrere angetriebene Rollen, deren Rotationsgeschwindigkeit geringfügig höher ist als die des Aufhaspels. Durch diese Voreilung und die Reibung zwischen Band und Rolle kann eine deutliche Erhöhung des Bandzuges und somit der Schneidkraft erreicht werden.
Für die Bearbeitung von sehr dünnen Bändern, insbesondere für die Trafoindustrie, müssen das Band und die Bandkante während des Schneidvorgangs horizontal und vertikal stabilisiert und fixiert werden. 

## Schneidkonturen
Die Schneidkontur, also die an das Band anzubringende Kante, kann sehr unterschiedliche Formen haben. Es können rechtwinklige Konturen, Schrägen, Runden oder Kombinationen gefertigt werden. Je komplexer die zu schneidende Kontur, desto mehr Werkzeuge werden benötigt.

## Anwendung
Das Verfahren wird eingesetzt, wenn große Mengen an Bändern eine bestimmte Kontur aufweisen müssen. Typische Anwendungen sind Klingen (Rasierklingen, Messerklingen, Skalpelle etc.) sowie Abkantschienen für Abkantpressen.
Ein weiteres großes Anwendungsgebiet ist die Herstellung von Sägeblättern aller Art. Für die Herstellung von Sägeblättern werden je 2 Stahlbänder längs miteinander verschweißt. Vor dem Schweißen muss die Längskante beider Bänder eine bestimmte Kontur mit einer entsprechend hohen Genauigkeit aufweisen. Ebenso muss das fertige Sägeblatt an seiner Hinterkante eine Rundung aufweisen. Diese Konturen werden üblicherweise auf Bandkantenbearbeitungsanlagen gefertigt.
Ein spezielles Anwendungsgebiet ist die Trafoindustrie. Die Trafokerne bestehen üblicherweise aus gestapelten Blechen, deren Kanten abgerundet und völlig gratfrei sein müssen.

## Bandabmessungen
Bandkantenbearbeitungsanlagen werden heute gebaut für Bänder ab 0,03 mm bis zu 6 (8) mm Dicke.
Die Bandbreiten schwanken zwischen 2 mm (Flachdraht) und etwa 1000 mm.

## Schneidtoleranzen
Durch die Zustellung aller Werkzeuge gleichzeitig und einer kontinuierlichen Bandbreitenmessung, die in einem geschlossenen Regelkreis arbeitet, ist eine Bandbreitentoleranz von ±0,01 mm erreichbar.